# たこさんウィンナー

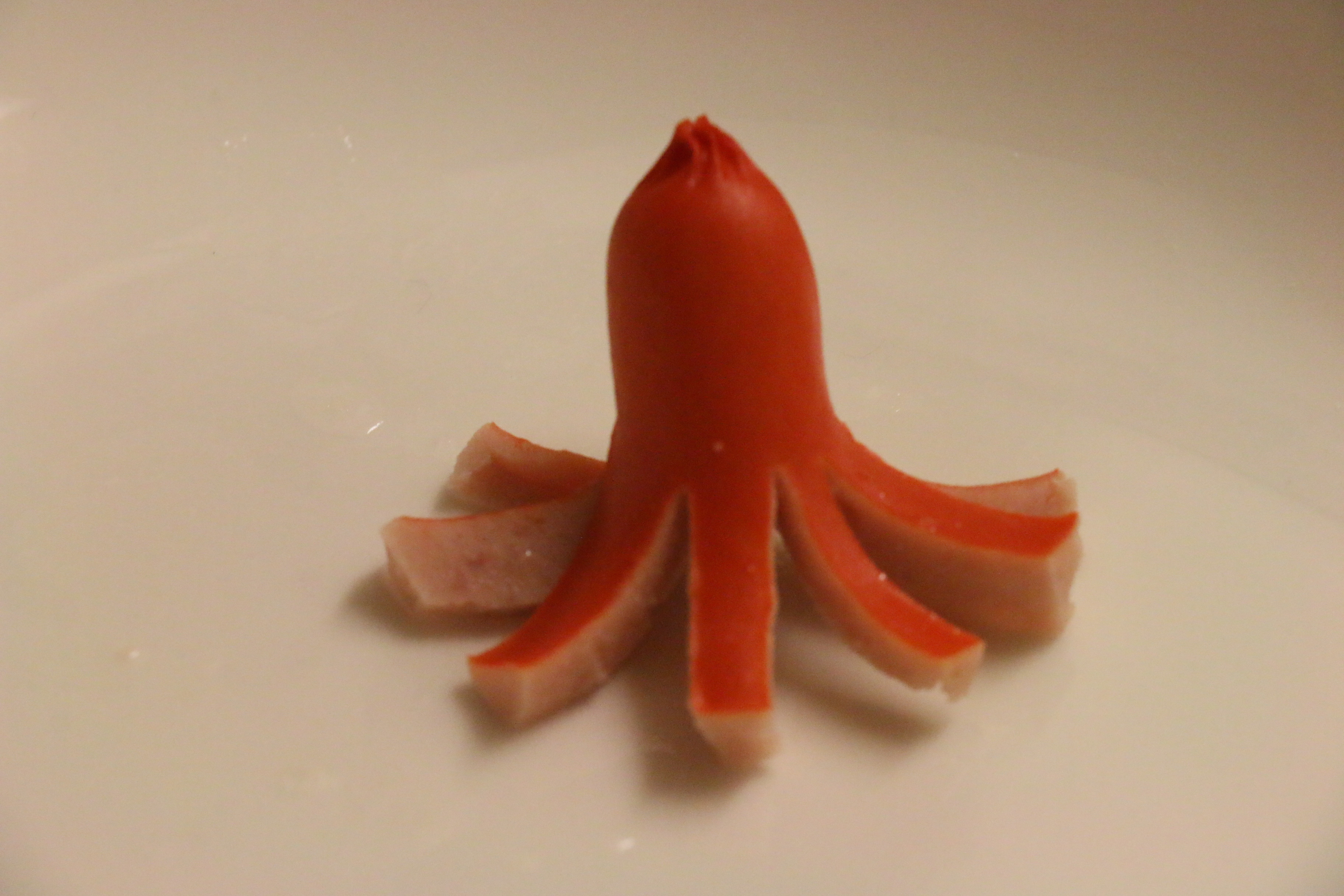
たこさんウインナー

たこさんウィンナーとは、ウィンナーソーセージの片方の端に切れ込みを入れた飾り切りである。
上部が丸く、下部が広がったこの形状がタコに似ているためこう呼ばれる。「タコさんウインナー」はプリマハムが有する登録商標である。
日本で尚道子により考案されたものであり、キャラ弁（デコ弁）の先駆けとも言える。

## 概要
小型のソーセージやソーセージ風製品の片方の端にいくつかの切れ込みを入れた後、炒めたりして加熱したソーセージの皮の部分が収縮することにより、切れ込み同士が花のようにめくれながら開いて離れる。予め切り込みを入れた商品も販売されている。

弁当を彩るたこさん
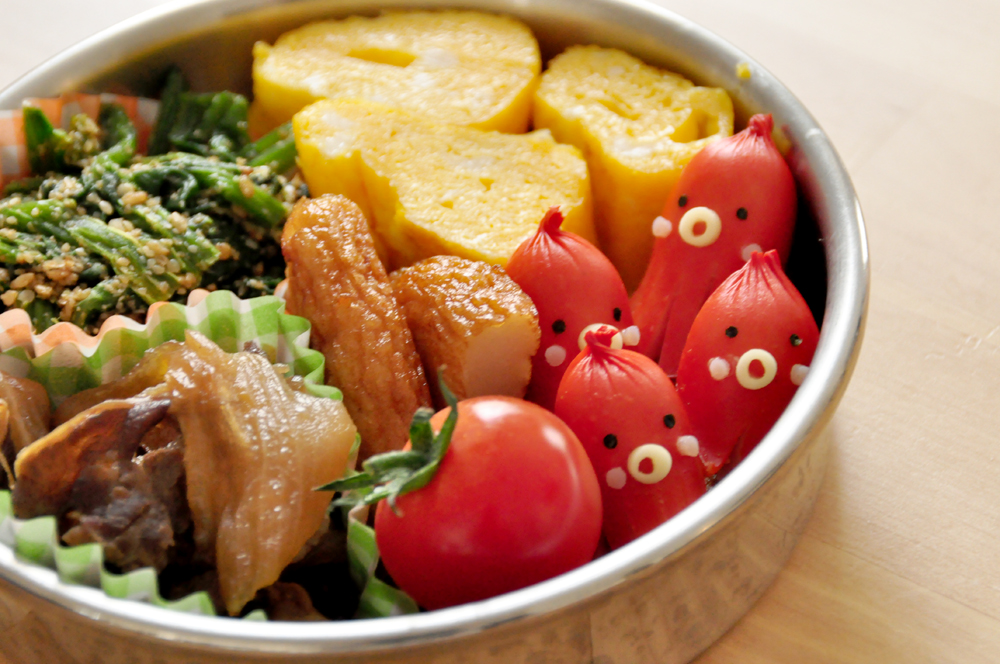
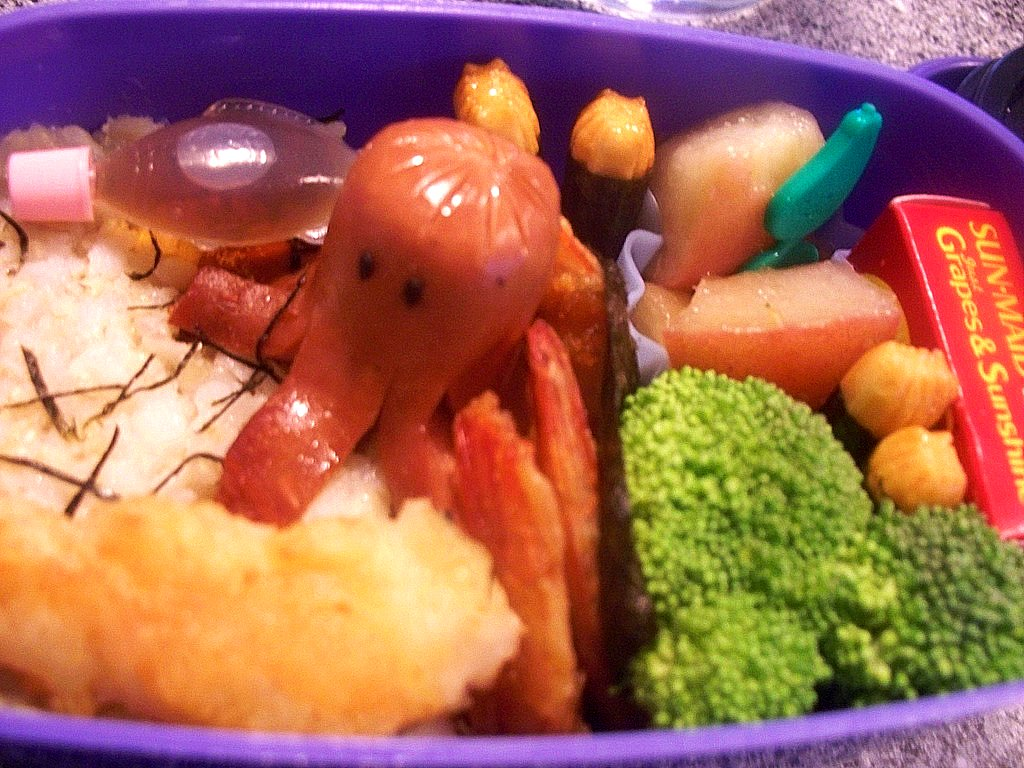

タコに似た赤色のソーセージが用いられることが多く、日本では愛らしさを演出するため子ども向けの自家製弁当などによく使用される。
飾り切りなどを用いた同様の食材の加工法には以下のものがある。
- カニ（ウィンナー）
- ウサギ（リンゴ）
- ひよこ（ゆで卵）
- 花（ラディッシュなど）